# Balassagyarmat szobrai és emlékművei
A Balassagyarmat szócikkhez kapcsolódó képgaléria és ismertető, amely a városban lévő köztéri (és egyéb) alkotásokat tartalmazza.

## Köztéri alkotások

### Történelmi eseményekről
| Az 1648. évi hősnők és 1848 emlékoszlopa | Az 1648. évi hősnők és 1848 emlékoszlopa | Az 1648. évi hősnők és 1848 emlékoszlopa | Az 1648. évi hősnők és 1848 emlékoszlopa | Az 1648. évi hősnők és 1848 emlékoszlopa                                                             |
| --- | ---------------------------------------- | ---------------------------------------- | ---------------------------------------- | --- |
| | Alkotó: Keviczky Hugó                    | Avatás: 1908                             | Helyszín: Palóc liget                    | é. sz. 48° 04′ 31″, k. h. 19° 17′ 20″48.075361°N 19.289000°EAz 1648. évi hősnők és 1848 emlékoszlopa |
| Az emlékoszlop Gyarmat várának 1648-as sikeres megvédésében szerepet játszó nők és az 1848-as forradalom előtt állít emléket, valamint ez a város első nem vallási témájú köztéri alkotása. Balassagyarmaton az Szkarabeusz Asztaltársaság és annak elnöke, Völgyi István Antal adományt szervezett a polgárok körében egy 1848-as forradalomra megemlékező emléktábla létesítésére. Többéves gyűjtést követően mintegy 700 korona adomány jött össze, amiből már emléktábla helyett egy obeliszket állítottak, illetve helyett kapott rajta az 1648-as várvédő hősnők emléke is. Ünnepélyes felavatására 1908-ban került sor Balás Ferenc főbíró és Hetényi Vilmos főjegyző jelenlétében. A város kulturális életében nem játszott jelentős szerepet, csupán 1990-ben koszorúzták meg a március 15-i ünnepségek alkalmával. |                                          |                                          |                                          | |

| I. világháborús emlékmű | I. világháborús emlékmű | I. világháborús emlékmű   | I. világháborús emlékmű | I. világháborús emlékmű                                                             |
| --- | ----------------------- | ------------------------- | ----------------------- | ----------------------------------------------------------------------------------- |
| | Alkotó: Keviczky Hugó   | Avatás: 1929. október 20. | Helyszín: Palóc liget   | é. sz. 48° 04′ 29″, k. h. 19° 17′ 24″48.074611°N 19.290111°EI. világháborús emlékmű |
| Legelőször 1923. december 16-án, a közgyűlésen merült fel, az első világháborúban elhunyt polgárok emlékére emlékművet állítsanak, a tervet Dr. Sztranyavszky Sándor, Nógrád és Hont vármegye főispánja terjesztette elő, a költséget adományokból gyűjtötték össze. 1925-ben a város megvásárolta a szobor kicsinyített bronzmását, ami máig a városházán található. Az emlékmű körül vitát váltott ki, hogy felkerüljön-e az elhunytak nevei vagy nem, végül a nevek nem kerültek fel, aminek két oka is volt: Egyrészt nem sikerült összeállítani a háborúban elesett balassagyarmatiak teljes névsorát, másrészt a szóba jöhető 400-600 név jelentősen megemelte volna a költségeket. Az oroszlán eredeti anyaga eredetileg bronz lett volna, de a költségekbe ez nem fért bele, ezért mészkő lett, amit sötétbarnára lefestették, hogy bronz hatása legyen. A szobrot 1929. október 20-án adták át a vármegyeháza melletti téren, a „Kisvármegyeháza” helyén, amit az I. világháború alatt elbontottak. Az avatáson jelen volt Horthy Miklós kormányzó is. Már a szobor állítása előtt is ismert volt, hogy a területet csak ideiglenesen kapta meg a város, ezért a rajta felállított emlékművet el kell majd szállítani onnan, mert a vármegye a helyén kívánja felállítani Madách Imre szobrát. A szobrot végül 1937-ben helyezték át a Palóc ligetbe. 2005-ben kapott egy kisebb felújítást, amikor a szobrot fehérre festették, 2016 februárjában pedig egy átfogó felújításon esett át a világháború centenáriuma alkalmából, ami során archív fotók és Keviczky Hugó makettje alapján pótolták az oroszlán hiányzó részeit. |                         |                           |                         |                                                                                     |

| 16-os honvéd szobra | 16-os honvéd szobra        | 16-os honvéd szobra       | 16-os honvéd szobra  | 16-os honvéd szobra                                                             |
| --- | -------------------------- | ------------------------- | -------------------- | ------------------------------------------------------------------------------- |
| | Alkotó: Körmendi-Frim Jenő | Avatás: 1937. október 24. | Helyszín: Hősök tere | é. sz. 48° 04′ 21″, k. h. 19° 17′ 26″48.072389°N 19.290472°E16-os honvéd szobra |
| Az első világháborús honvéd emlékmű felállítását 1935-ben kezdeményezték a 16. honvéd gyalogezred volt tagjai. A megvalósításhoz adománygyűjtésbe kezdtek, amit a vármegye és Magos Dezső is támogatott. A szobor elkészítésével Körmendi-Frim Jenőt bízták meg, helyének a Madách teret választották ki, amit emiatt átneveztek Hősök terére, a Scitovszky utca térre vezető szakaszát pedig 16-os honvéd utcára. Az emlékművet 1937. október 27-én avatták fel, az avatáson jelen volt József főherceg is. A szobrot 1967-ben áthelyezték a Palóc liget egyik félreeső sarkába, mivel az eredeti helyén állították föl az októberi orosz forradalom emlékművét. A honvéd emlékmű 1990-ben került vissza az eredeti helyére, 1993-ban, a doni katasztrófa 50. évfordulóján emléktáblát avattak rajta a 23. honvéd gyalogezred emlékére. A szobrot 2015-ben felújították, a 23-as honvéd emléktábláját ekkor távolították el, mivel ennek külön emlékművet terveztek felállítani. |                            |                           |                      |                                                                                 |

### Neves személyekről
| Madách-szobor | Madách-szobor        | Madách-szobor                | Madách-szobor             | Madách-szobor                                                             |
| --- | -------------------- | ---------------------------- | ------------------------- | ------------------------------------------------------------------------- |
| | Alkotó: Sidló Ferenc | Avatás: 1937. szeptember 26. | Helyszín: Köztársaság tér | é. sz. 48° 04′ 36″, k. h. 19° 17′ 22″48.076611°N 19.289417°EMadách-szobor |
| 1935-ben a vármegye zárt körű pályázatot írt ki Madách Imre, a hazai irodalom kimagasló egyéniségének szobrának elkészítésére. A pályázaton Sidló Ferenc, Pátzay Pál és Bóna Kovács Károly indultak. A szobrászművészek pályamunkáit a vármegyei Madách szoborbizottság és a Országos Irodalmi és Művészeti Tanács delegált zsűri bírálta el, és a szobor összköltségét 27 000 pengőben szabták meg. Az író szobrának elkészítésével végül Sidló Ferencet bízták meg. A szobor felállításának helyének a Törvényszék és a Vármegyeháza közötti, vármegyei tulajdonban lévő teret jelölték meg, ahol azonban a város 1929-ben emlékművet állított az első világháborúban elesettek számára, ezért a vármegye alispánja leiratban kérte a szobor áthelyezését és a tér visszaszolgáltatását. A Madách-szobor ünnepélyes átadására 1937. szeptember 26-án került sor. |                      |                              |                           |                                                                           |

| Mikszáth-mellszobor | Mikszáth-mellszobor   | Mikszáth-mellszobor | Mikszáth-mellszobor                                | Mikszáth-mellszobor                                                             |
| --- | --------------------- | ------------------- | -------------------------------------------------- | ------------------------------------------------------------------------------- |
| | Alkotó: Herczeg Klára | Avatás: 1961        | Helyszín: Vármegyeháza (Civitas Fortissima tér 2.) | é. sz. 48° 04′ 37″, k. h. 19° 17′ 27″48.077028°N 19.290722°EMikszáth-mellszobor |
| A városi tanács végrehajtó bizottsága az 1950-es évek végén egy Mikszáth-szobor felállításáról, mivel közeledett Mikszáth halálának 50. évfordulója, az ország területén akkor még egy Mikszáth-emlékmű se volt, valamint a bizottság szerint akkor a városban csak egy jelentősebb emlékmű állt, az 1937-es Madách-szobor. A szobor elkészítésére Herczeg Klára Munkácsy-díjas szobrászművész kérté fel, az elkészült mellszobrot 1961-ben avatták fel a vármegyeháza előtt, a Köztársaság téren. 2012 őszén a Mikszáth Kálmán Társaság felkérte ifj. Szabó István szobrászt a mellszobor felújítására. A felújítást a balassagyarmati önkormányzat, magán cégek és civilek is támogatták szükséges anyagok és eszközök beszerzésével. A mellszobrot 2013 májusában szállították Szabó István benczúrfalvai műtermébe, a felújított alkotást pedig november 22-én állították ki ismét a helyén. |                       |                     |                                                    |                                                                                 |

| Petőfi-szobor | Petőfi-szobor        | Petőfi-szobor             | Petőfi-szobor         | Petőfi-szobor                                                             |
| --- | -------------------- | ------------------------- | --------------------- | ------------------------------------------------------------------------- |
| | Alkotó: Borbás Tibor | Avatás: 1977. március 15. | Helyszín: Palóc liget | é. sz. 48° 04′ 30″, k. h. 19° 17′ 27″48.074917°N 19.290889°EPetőfi-szobor |
| Petőfi Sándorról készült egész alakos bronzszobrot 1977. március 15-én adták át a Palóc liget Bajcsy-Zsilinszky utcai bejárójában. A szobornál tartják a március 15-i nemzeti ünnep városi megemlékezését. A kiterjesztett karok által kifeszített köpeny alakja miatt a helyiek gyakran gúnyosan „denevérnek” szokták hívni. |                      |                           |                       |                                                                           |

| Kondor Ernő-mellszobor | Kondor Ernő-mellszobor | Kondor Ernő-mellszobor | Kondor Ernő-mellszobor                                         | Kondor Ernő-mellszobor                                                             |
| --- | ---------------------- | ---------------------- | -------------------------------------------------------------- | ---------------------------------------------------------------------------------- |
| | Alkotó: Búza Barna     | Avatás: 1980           | Helyszín: Helytörténeti Gyűjtemény (Rákóczi fejedelem út 107.) | é. sz. 48° 04′ 48″, k. h. 19° 18′ 15″48.079972°N 19.304139°EKondor Ernő-mellszobor |
| Búza Barna Kondor Ernőről készített pirogránit mellszobra 1980 óta áll a Helytörténeti Gyűjtemény (Csillagház) udvari részén. |                        |                        |                                                                |                                                                                    |

| Komjáthy Jenő-mellszobor                                                               | Komjáthy Jenő-mellszobor | Komjáthy Jenő-mellszobor | Komjáthy Jenő-mellszobor | Komjáthy Jenő-mellszobor                                                             |
| -------------------------------------------------------------------------------------- | ------------------------ | ------------------------ | ------------------------ | ------------------------------------------------------------------------------------ |
|                                                                                        | Alkotó: Győrfi Sándor    | Avatás: 1981             | Helyszín: Palóc liget    | é. sz. 48° 04′ 28″, k. h. 19° 17′ 20″48.074583°N 19.288861°EKomjáthy Jenő-mellszobor |
| Győrfi Sándor Komjáthy Jenőről készült mellszobrát 1981-ben adták át a Palóc ligetben. |                          |                          |                          |                                                                                      |

| Szent-Györgyi Albert mellszobra | Szent-Györgyi Albert mellszobra | Szent-Györgyi Albert mellszobra | Szent-Györgyi Albert mellszobra              | Szent-Györgyi Albert mellszobra                                                             |
| --- | ------------------------------- | ------------------------------- | -------------------------------------------- | ------------------------------------------------------------------------------------------- |
| | Alkotó: Márkus Péter            | Avatás: 2002                    | Helyszín: Mikszáth Kálmán Művelődési Központ | é. sz. 48° 04′ 49″, k. h. 19° 17′ 51″48.080407°N 19.297608°ESzent-Györgyi Albert mellszobra |
| Márkus Péter, a Frankfurti Könyvvásár magyar pavilonjába készített Szent-Györgyi Albertet mintázó gipsz öntvényt Balassagyarmaton is kiállították, mely során szobrász felajánlotta a szobor köztéri kiállítását a híres magyar orvosról elnevezett iskola elé. A költségek miatt a mellszobrot bronz helyett speciális, bronzot utánzó műanyagból készítettke el, és állították ki a Mikszáth Kálmán Művelődési Központ elé 2002-ben. A szobornál használt anyag szavatossága miatt 2025 során a szobrot az eredeti alkotóval újra faragtatták, ezúttal kanfanár mészkőből, és az eredeti helyén ismét kiállították. |                                 |                                 |                                              |                                                                                             |

| Szabó Lőrinc-mellszobor | Szabó Lőrinc-mellszobor | Szabó Lőrinc-mellszobor  | Szabó Lőrinc-mellszobor | Szabó Lőrinc-mellszobor                                                             |
| --- | ----------------------- | ------------------------ | ----------------------- | ----------------------------------------------------------------------------------- |
| | Alkotó: Petró György    | Avatás: 2017. október 3. | Helyszín: Palóc liget   | é. sz. 48° 04′ 30″, k. h. 19° 17′ 20″48.074972°N 19.289000°ESzabó Lőrinc-mellszobor |
| Az új Szabó Lőrinc-mellszobor elkészítésével Petró György balassagyarmati szobrászművészt bízták meg, hogy az valamennyire idézze meg az 1977-ben felállított, 1997-ben eltűnt Borsos Miklós-féle alkotást. A szobrot Petró György formálta meg, és Márkus Péter szentendrei műhelyében öntötték formába. Az avató ünnepségre 2017. október 3-án került sor, Szabó Lőrinc halálának 60. évfordulóján. |                         |                          |                         |                                                                                     |

| Pál István-szobor | Pál István-szobor    | Pál István-szobor      | Pál István-szobor      | Pál István-szobor                                                             |
| --- | -------------------- | ---------------------- | ---------------------- | ----------------------------------------------------------------------------- |
| | Alkotó: Raffay Dávid | Avatás: 2024. május 4. | Helyszín: Gregori park | é. sz. 48° 04′ 32″, k. h. 19° 17′ 15″48.075550°N 19.287415°EPál István-szobor |
| Szobor állítása Pál István, az utolsó magyar dudás számára még civil kezdeményezésként indult meg, amit később Balassagyarmat önkormányzata is támogatott. Az életnagyságú bronzszobrot Raffay Dávid készítette el. Az utolsó dudás szobrát 2024. május 4-én adták át a Gregori parkban, a „Palóc muzsika parkja” projekt kereteiben. |                      |                        |                        |                                                                               |

### Emléktáblák
| A csehek kiverésének emléktáblája | A csehek kiverésének emléktáblája | A csehek kiverésének emléktáblája | A csehek kiverésének emléktáblája | A csehek kiverésének emléktáblája                                                             |
| --- | --------------------------------- | --------------------------------- | --------------------------------- | --------------------------------------------------------------------------------------------- |
| | Alkotó: Keviczky Hugó             | Avatás: 1922. november 29.        | Helyszín: Városháza fala          | é. sz. 48° 04′ 39″, k. h. 19° 17′ 28″48.077389°N 19.291083°EA csehek kiverésének emléktáblája |
| Balassagyarmat első közpénzből elkészített köztéri alkotása az 1919. január 29-i felkelésnek emléket állító emléktábla. Az emléktáblát 1922. november 22-én avatták fel a városháza nyugati homlokzatán. Az avatón beszédet mondott Horthy Miklós kormányzó is. Akikről e tábla szólani fog, igaz magyarok voltak, mert forrón szerették hazájukat, és hősök voltak, mert hazaszeretetüknek életüket is feláldozták. – Horthy Miklós 1945 után a bronz turulmadarat eltávolították, a táblát megfordították, és a hátuljára pedig új szöveget véstek. A rendszerváltás után a Civitas Fortissima Kör kezdeményezésére 1991. november 15-én visszafordították, a turult egy másolattal pótolták 1994-ben. |                                   |                                   |                                   |                                                                                               |

| Madách Imre emléktáblája | Madách Imre emléktáblája | Madách Imre emléktáblája    | Madách Imre emléktáblája                           | Madách Imre emléktáblája                                                             |
| --- | ------------------------ | --------------------------- | -------------------------------------------------- | ------------------------------------------------------------------------------------ |
| | Alkotó: Keviczky Hugó    | Avatás: 1925. szeptember 6. | Helyszín: Vármegyeháza (Civitas Fortissima tér 2.) | é. sz. 48° 04′ 37″, k. h. 19° 17′ 26″48.076917°N 19.290528°EMadách Imre emléktáblája |
| Keviczky Hugó által készített Madách és Mikszáth emléktáblákat 1925. szeptember 6-án, a gazdasági kiállítás megnyitója alatt avatták fel a vármegyeháza falán. Az avatáson ünnepi beszédet mondott Scitovszky Béla házelnök, Horthy Miklós kormányzó és Berzeviczy Albert MTA-elnök is. 1949 után vörös tapasszal eltüntették az emléktábla „csonka Nógrád és csonka Hont vármegyék” feliratából a csonka jelzőt, majd teljesen kiköszörülték az „a széttépett ezer éves haza minden hű fia” és a „s akkor lesz feltámadás” sorokat. 1990 után a „csonka” szavakat újra olvashatóvá tették, az eltüntetett két sor újraverése csak 2005-ben került sor civil kezdeményezésre. |                          |                             |                                                    |                                                                                      |

| Mikszáth Kálmán emléktáblája | Mikszáth Kálmán emléktáblája | Mikszáth Kálmán emléktáblája | Mikszáth Kálmán emléktáblája                       | Mikszáth Kálmán emléktáblája                                                             |
| --- | ---------------------------- | ---------------------------- | -------------------------------------------------- | ---------------------------------------------------------------------------------------- |
| | Alkotó: Keviczky Hugó        | Avatás: 1925. szeptember 6.  | Helyszín: Vármegyeháza (Civitas Fortissima tér 2.) | é. sz. 48° 04′ 37″, k. h. 19° 17′ 25″48.076833°N 19.290361°EMikszáth Kálmán emléktáblája |
| Keviczky Hugó által készített Madách és Mikszáth emléktáblákat 1925. szeptember 6-án, a gazdasági kiállítás megnyitója alatt avatták fel a vármegyeháza falán. Az avatáson ünnepi beszédet mondott Scitovszky Béla házelnök, Horthy Miklós kormányzó és Berzeviczy Albert MTA-elnök is. 1949 után vörös tapasszal eltüntették az emléktábla „csonka Nógrád és csonka Hont vármegyék” feliratából a csonka jelzőt, majd teljesen kiköszörülték az „a széttépett ezer éves haza minden hű fia” és a „s akkor lesz feltámadás” sorokat. 1990 után a „csonka” szavakat újra olvashatóvá tették. |                              |                              |                                                    |                                                                                          |

| Balassi Bálint Gimnázium hősi halottjainak emléktáblája | Balassi Bálint Gimnázium hősi halottjainak emléktáblája | Balassi Bálint Gimnázium hősi halottjainak emléktáblája | Balassi Bálint Gimnázium hősi halottjainak emléktáblája   | Balassi Bálint Gimnázium hősi halottjainak emléktáblája                                                             |
| --- | ------------------------------------------------------- | ------------------------------------------------------- | --------------------------------------------------------- | --- |
| | Alkotó: Branceisz János                                 | Avatás: 1926. június 10.                                | Helyszín: Balassi Bálint Gimnázium (Deák Ferenc utca 17.) | é. sz. 48° 04′ 33″, k. h. 19° 17′ 39″48.075722°N 19.294167°EBalassi Bálint Gimnázium hősi halottjainak emléktáblája |
| 1926-ban szervezték a Magyar Királyi Állami Reálgimnázium fennállásának 25. évfordulójának ünnepét. Az ünnepségre előkészítő bizottságot szerveztek, melynek díszelnöke Sztranyavszky Sándor főispán, elnökei Wiesinger Károly iskolaigazgató, dr. Stabó Sándor tanár és dr. Kovách Zoltán főorvos voltak. A június 10-i emlékünnepségben leplezték le az első világháborúban elhunyt tanárok és diákok emléktábláját. |                                                         |                                                         |                                                           | |

### Egyéb alkotások
| A törvényszék szobrai | A törvényszék szobrai | A törvényszék szobrai | A törvényszék szobrai                                      | A törvényszék szobrai                                                             |
| --- | --------------------- | --------------------- | ---------------------------------------------------------- | --------------------------------------------------------------------------------- |
| | Alkotó: Hübner Jenő   | Avatás: 1912          | Helyszín: Balassagyarmati Törvényszék (Köztársaság tér 2.) | é. sz. 48° 04′ 35″, k. h. 19° 17′ 20″48.076389°N 19.288889°EA törvényszék szobrai |
| A huszadik század elejére a balassagyarmati vármegyeháza már nem tudott elég helyet biztosítani a vármegyei hivatalok, az igazságügyi és más szervek számára. 1906-ban született döntés a bíróság új igazságügyi palotába való költöztetéséről. A Magyar Királyi Törvényszék építését 1911-ben kezdték el Hübner Jenő tervei alapján, az elkészült épületet 1912-ben adták át. A főhomlokzatán kapott helyet a törvény őrét jelképező praetort és Iustitia igazságszolgáltatás római istennőjét ábrázoló szobrok. 2022 októberében kezdték meg a törvényszék felújítását. A homlokzatot díszítő két szobor állapota annyira leromlott az elmúlt száz év alatt, hogy felújításuk helyett a teljes cseréjük mellett döntöttek. Az eredeti alkotásokat 2022 novemberében emelték le az épületről, az újakat pedig 2023. április 22-én helyezték el végső helyükön. |                       |                       |                                                            |                                                                                   |

| Lovagló fiú szobor | Lovagló fiú szobor   | Lovagló fiú szobor | Lovagló fiú szobor                               | Lovagló fiú szobor                                                             |
| --- | -------------------- | ------------------ | ------------------------------------------------ | ------------------------------------------------------------------------------ |
| | Alkotó: Vasas Károly | Avatás: 1968       | Helyszín: Szabó Lőrinc Iskola (Május 1. utca 2.) | é. sz. 48° 04′ 04″, k. h. 19° 18′ 17″48.067806°N 19.304778°ELovagló fiú szobor |
| A bronzszobor 1968-ban került az Ifjúság Úti Általános Iskola elé. Az iskola bezárásával a szobrot áthelyezték a Szabó Lőrinc Általános Iskola elé. |                      |                    |                                                  |                                                                                |

## Nem köztéri alkotások
| Balassi Bálint-szobor | Balassi Bálint-szobor       | Balassi Bálint-szobor | Balassi Bálint-szobor                                     | Balassi Bálint-szobor                                                             |
| --- | --------------------------- | --------------------- | --------------------------------------------------------- | --------------------------------------------------------------------------------- |
| | Alkotó: Párkányi Raab Péter | Avatás: 2004          | Helyszín: Balassi Bálint Gimnázium (Deák Ferenc utca 17.) | é. sz. 48° 04′ 33″, k. h. 19° 17′ 39″48.075833°N 19.294167°EBalassi Bálint-szobor |
| A szobrot a Balassi Bálint Gimnázium kertjében, a Balassi-sztélé korábbi helyén, a költő születésének évfordulóján, 2004-ben avatták fel. A derékig megmintázott szobor a Balassit ábrázolja írás közben. |                             |                       |                                                           |                                                                                   |

## Lebontott alkotások
| Dísztálak | Dísztálak                | Dísztálak    | Dísztálak                        | Dísztálak                                                    |
| --- | ------------------------ | ------------ | -------------------------------- | ------------------------------------------------------------ |
| | Alkotó: Szabady Veronika | Avatás: 1974 | Helyszín: Civitas Fortissima tér | é. sz. 48° 04′ 36″, k. h. 19° 17′ 28″48.076750°N 19.291139°E |
| A Szabady Veronika keramikus által készített dísztálakat 1974-ben állították ki Balassagyarmaton, és a kiállítás után a városban maradtak, a főtéri épület homlokzatán kihelyezve. A hat darabos, pirogránitból készült sorozat három groteszk arcot ábrázol. Az épület falújítását követően nem kerültek vissza az eredeti helyükre, hanem a Jánossy Képtár, ahol kiállítás előtt restauráláson estek át. |                          |              |                                  |                                                              |

| Szabó Lőrinc-mellszobor | Szabó Lőrinc-mellszobor | Szabó Lőrinc-mellszobor   | Szabó Lőrinc-mellszobor | Szabó Lőrinc-mellszobor                                      |
| --- | ----------------------- | ------------------------- | ----------------------- | ------------------------------------------------------------ |
| | Alkotó: Borsos Miklós   | Avatás: 1977. március 30. | Helyszín: Palóc liget   | é. sz. 48° 04′ 30″, k. h. 19° 17′ 20″48.074972°N 19.289000°E |
| 1974-ben a város vezetése Borsos Miklóst kérte fel egy Szabó Lőrinc-szobor elkészítésére a Palóc ligetbe. A szobor felavatására végül 1977. március 30-án, Szabó Lőrinc születésének 77. évfordulója előtt egy nappal került sor. A mellszobrot 1997 áprilisában ellopták. Helyén 2017-ben Petró György Szabó Lőrinc-szobrát avatták fel, ami az eredeti alkotás rekonstrukciója. |                         |                           |                         |                                                              |